# Blacus gibber
Blacus gibber är en stekelart som beskrevs av Haeselbarth 1974. Blacus gibber ingår i släktet Blacus och familjen bracksteklar. Inga underarter finns listade.